# Offenbach am Main
Offenbach am Main is een kreisfreie Stadt in de Duitse deelstaat Hessen. De stad telt 130.892 inwoners (31 december 2020) op een oppervlakte van 44,88 km². Offenbach am Main is daarmee qua inwoneraantallen de vijfde grootste stad van Hessen. Ze grenst aan Frankfurt am Main. Offenbach am Main is de kreisfreie Stadt/Landkreis in de deelstaat Hessen met het hoogste percentage inwoners met een niet-Duits staatsburgerschap (buitenlanders), op 31 december 2020 had 42,95% van de inwoners een niet-Duits staatsburgerschap (56.220 buitenlandse inwoners) en hadden 165 inwoners het Nederlandse staatsburgerschap.
In Offenbach is de nationale meteorologische dienst gevestigd, de Deutscher Wetterdienst, vergelijkbaar met het KNMI in De Bilt in Nederland of het KMI in Ukkel in België.

## Geschiedenis
Offenbach zou rond de 6de/7de eeuw ontstaan zijn. Het inwonersaantal bleef lange tijd relatief beperkt, maar toen de industrialisering naar de stad kwam en Offenbach een centrum werd voor de lederwarenindustrie steeg het inwoneraantal gestaag. Rond 1900 werd de grens van 50.000 inwoners bereikt en in 1954 de 100.000. In 1938 werd Offenbach een kreisfreie Stadt. Tijdens de Tweede Wereldoorlog werd 36% van de stad verwoest, voornamelijk de Altstadt (de oude binnenstad) en het westen van de stad. Vele gebouwen die de bombardementen overleefden werden later echter afgebroken.

## Bezienswaardigheden
- Klingspor-Museum

## Geboren in Offenbach am Main
- Philipp Mainländer (1841-1876), dichter en filosoof
- Gottfried Böhm (1920-2021), architect
- Thomas Hickersberger (1973), voetballer
- Christopher Reinhard (1985), voetballer
- Jan Zimmermann (1985), voetballer
- Marvin Bakalorz (1989), voetballer
- Saskia Matheis (1997), voetbalster
- Sava-Arangel Čestić (2001), Servisch-Duits voetballer